# Büyükkarapınar, Başyayla
Büyükkarapınar là một xã thuộc huyện Başyayla, tỉnh Karaman, Thổ Nhĩ Kỳ. Dân số thời điểm năm 2011 là 751 người.